# Metazygia zilloides
Metazygia zilloides är en spindelart som först beskrevs av Banks 1898.  Metazygia zilloides ingår i släktet Metazygia och familjen hjulspindlar. Inga underarter finns listade i Catalogue of Life.